# 缙云氏
缙云氏是中國漢族古代的一个氏族，黄帝时缙云氏有人当夏官，后代中有人叫饕餮。《史记》卷一，第43页：“缙云氏有不才子，贪于饮食，冒于货贿，天下谓之饕餮”。

## 黄帝的号
黄帝号缙云氏，缙云氏的其中一支後裔居於洞庭湖與鄱陽湖之間的地區，成為三苗部落，與堯舜為敵。